# Irena Kurpisz-Stefanowa
Irena Kurpisz-Stefanowa (ur. 17 sierpnia 1901 w Rogożewie, zm. 24 stycznia 1994 w Poznaniu) – polska pianistka, pedagog, organizatorka szkolnictwa muzycznego w Toruniu.

## Życiorys
Urodziła się 17 sierpnia 1901 roku w Rogożewie. Jej rodzicami byli Maksymilian i Rozalia z d. Bielińska. Uczyła się w Rawiczu, później w Poznaniu. W 1927 roku w Państwowym Konserwatorium Muzycznym w Poznaniu ukończyła studia w zakresie gry na fortepianie. Następnie pracowała w Miejskim Konserwatorium Muzycznym w Bydgoszczy na stanowisku nauczyciela gry na fortepianie. W 1935 roku rozpoczęła pracę w Konserwatorium Muzycznym Pomorskiego Towarzystwa Muzycznego, ponadto w latach 1936–1938 pracowała jako akompaniatorka w Pomorskiej Rozgłośni Polskiego Radia w Toruniu. Do 1936 roku mieszkała przy ul. Juliusza Słowackiego 70.
Pracę pedagogiczną łączyła z działalnością koncertową. Występowała w trio kameralnym wraz z mężem Jerzym Tadeuszem Stefanem i wiolonczelistą Tadeusz Kowalskim.
We wrześniu 1939 roku wraz z mężem wyjechała do Warszawy. Podczas okupacji niemieckiej prowadziła prywatnie tajne lekcje gry na fortepianie. Po zakończeniu II wojny światowej włączyła się w reaktywację szkolnictwa muzycznego w Toruniu. W maju 1945 roku wraz z Jerzym Tadeuszem Stefanem oraz toruńskim pedagogiem i muzykiem F. Tomaszewskim założyli szkołę muzyczną, na miejscu przedwojennego Konserwatorium. Nowa szkoła działała w trudnych warunkach, była pozbawiona lokalu, sprzętu i instrumentów muzycznych. Dwór Artusa, będący przed wojną siedzibą Konserwatorium, przejął Uniwersytet Mikołaja Kopernika, instrumenty i pozostałe wyposażenie przepadły bez śladu. Pierwsze zajęcia szkoły muzycznej odbywały się w prowizorycznym pomieszczeniu, pozyskanym od Zarządu Miejskiego w ekspozyturze Wojewódzkiego Wydziału Kultury i Sztuki w gmachu Zarządu. Międzyczasie szkoła została przemianowana na Instytut Muzyczny Pomorskiego Towarzystwa Muzycznego. Irena Kurpisz-Stefanowa została wiceprezesem placówki.
W sierpniu 1945 roku Instytut Muzyczny Pomorskiego Towarzystwa Muzycznego otrzymało budynek położony przy ul. Adama Mickiewicza 28. W tym samym miesiącu budynek wyremontowano oraz wyposażono w instrumenty muzyczne. Szkoła rozpoczęła działalność 1 września 1945 roku. W roku szkolnym 1945/1946 organizowana i kierowana przez Kurpisz-Stefanowa szkoła liczyła 390 uczniów. Klasy liczyły po ok. 20 uczniów. Kurpisz-Stefanowa prowadziła klasę fortepianu.
Na zakończenie roku szkolnego 1946/1947 zainicjowała coroczne przeglądy osiągnięć uczniów szkół muzycznych różnych miast. W pierwszym takim koncercie wzięli udział uczniowie z Torunia, Bydgoszczy, Gdańska i Olsztyna. Było to pierwsze tego typu wydarzenie muzyczne w Polsce. Koncerty wpływały na podniesienie poziomu wykonawczego uczniów oraz stały się ważnym wydarzeniem cyklicznym w życiu kulturalnym Torunia.
W marcu 1947 roku Instytut Muzyczny Pomorskiego Towarzystwa Muzycznego został podzielony na dwie szkoły: stanu średniego z dotychczasową nazwą oraz stanu niższego o nazwie Szkoła Muzyczna. We wrześniu 1947 roku Kurpisz-Stefanowa objęła w obu szkołach stanowisko dyrektora. W marcu 1948 roku szkoły zostały upaństwowione i otrzymały nowe nazwy: Państwowa Średnia Szkoła Muzyczna i Państwowa Niższa Szkoła Muzyczna. Patronem szkoły średniej został Karol Szymanowski. Organizowana przez Kurpisz-Stefanową szkoła średnia cieszyła się renomą. Szkoła prowadziła trzy kursy dla uczniów (podstawowy, niższy i wyższy), a także kurs umuzykalniający dla osób dorosłych.
Po wojnie Irena Kurpisz-Stefanowa wznowiła również działalność koncertową. Grała na fortepianie w trio kameralnym wraz z mężem (skrzypce) i L. Zabrodinem (wiolonczela).
W 1952 roku otrzymała nominację na członka Ministerialnej Komisji Ustrojowo-Programowej Centralnego Ośrodka Pedagogicznego Szkolnictwa Artystycznego. W czerwcu 1952 roku zrezygnowała ze stanowiska dyrektora Państwowej Średniej Szkoły Muzycznej w Toruniu. Objęła stanowisko profesora klasy fortepianu w Wyższej Szkole Muzycznej w Poznaniu. Pełniła również funkcję przewodniczącej w Okręgowym Zespole Metodyczno-Programowym Centralnego Ośrodka Pedagogicznego Szkolnictwa Artystycznego, opiekowała się aktywnością szkół muzycznych w województwie poznańskim oraz wspierała inicjatywy związane z edukacją muzyczną.
W 1951 roku została odznaczona Srebrnym Krzyżem Zasługi.
Jej uczniami byli m.in. Jerzy Godziszewski, Henryk Sztompka, Wanda Wyrzykowska, Bernadetta Matuszczak.
Zmarła 24 stycznia 1994 roku w Poznaniu. Została pochowana na cmentarzu na Junikowie (pole 8, kwatera 5) razem z mężem, zmarłym w 1961.

## Rodzina
Jej mężem był Jerzy Tadeusz Stefan – skrzypek i kierownik muzyczny w Pomorskiej Rozgłośni Polskiego Radia w Toruniu (od 1935). Mieli syna Zbigniewa, doktora medycyny.